# Phragmipedium boissierianum
Phragmipedium boissierianum är en orkidéart som först beskrevs av Heinrich Gustav Reichenbach och Josef Ritter von Rawicz Warszewicz, och fick sitt nu gällande namn av Robert Allen Rolfe. Phragmipedium boissierianum ingår i släktet Phragmipedium och familjen orkidéer.

## Underarter
Arten delas in i följande underarter:
- P. b. boissierianum
- P. b. czerwiakowianum

## Bildgalleri

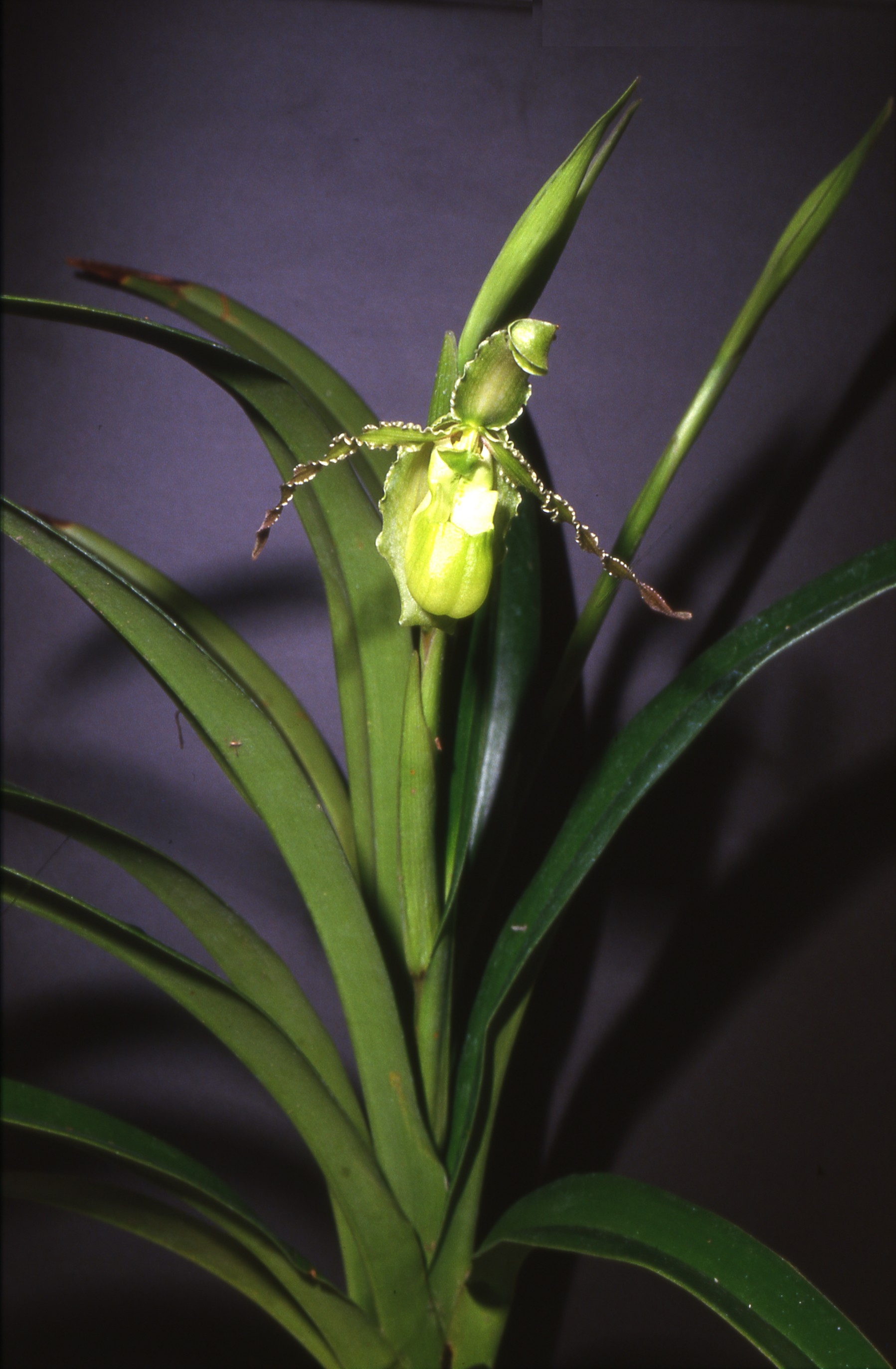
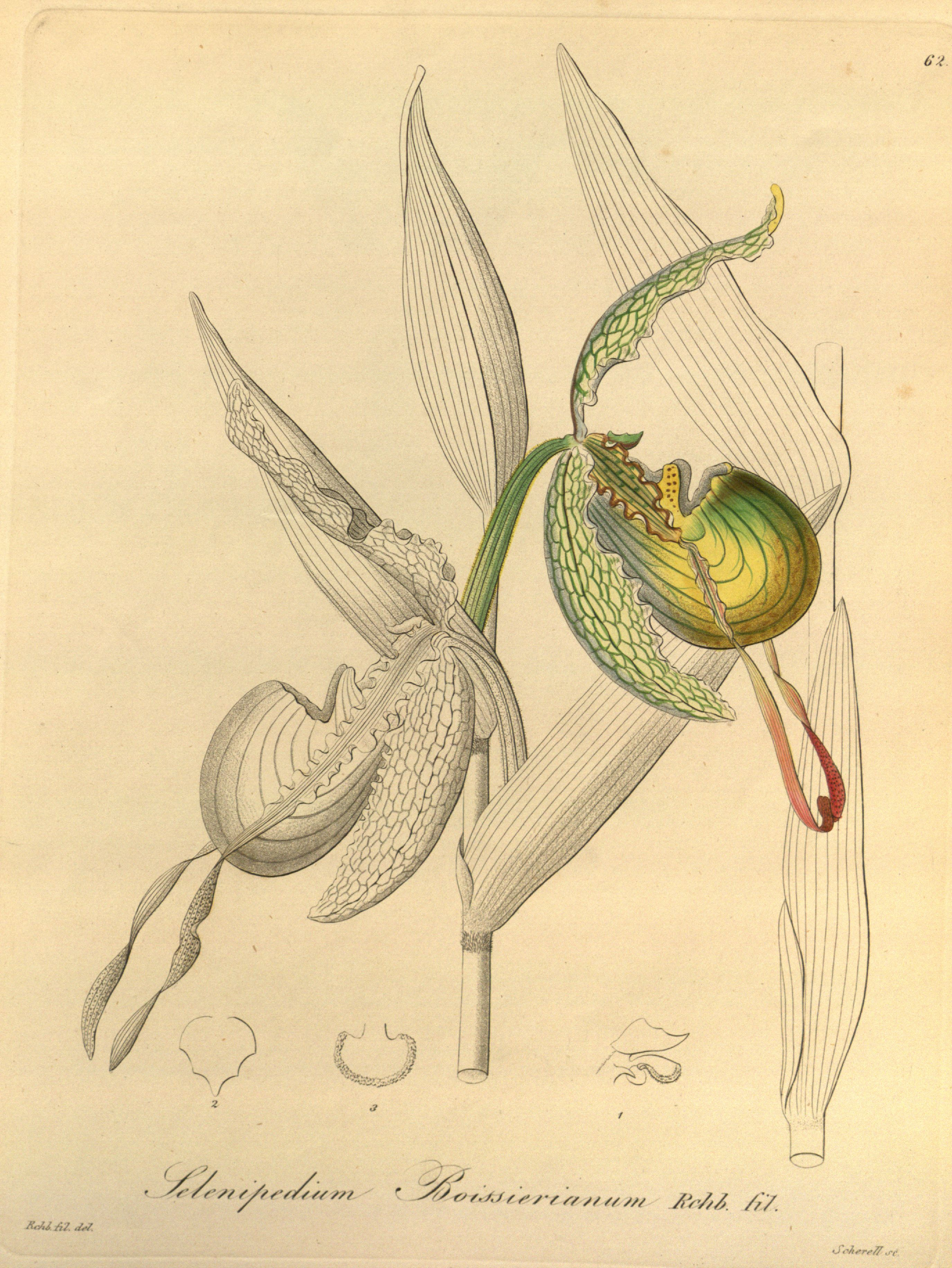